# Museo virtual del protestantismo
El Museo virtual del protestantismo, creado en 2003 por la Fundación pasteur Eugène Bersier, describe la historia del protestantismo en Francia desde el siglo XVI hasta nuestros días.

## Historia
En marzo de 1994, la Federación protestante de Francia da poderes a la Fundación Bersier para llevar a cabo una reflexión y las necesarias tramitaciones para lograr una nueva implantación de sus oficinas en París. Tras haber evolucionado hacia un lugar de memoria y un museo de la Biblia y del protestantismo, se abandona el proyecto.
En 2000, a falta de poder participar en la creación de un verdadero museo sobre la historia del protestantismo, la Fundación decide instalar, con la Sociedad de historia del protestantismo francés, un museo en Internet: es el Museo virtual del protestantismo francés que pretende, en particular, dar a conocer la especificidad de los protestantes a través de la historia del protestantismo.
El sitio del museo, de acceso gratuito, fue inaugurado en enero de 2003. Rápidamente consigue mucha audiencia, que aumenta cuando se abren ediciones del sitio en inglés y en alemán, gracias al apoyo de la Región Isla de Francia y del Ministerio de cultura (Francia).
En 2014, tiene lugar una refundición total del diseño y de la navegación, manteniendo el mismo contenido existente.

## Contenido
El Museo virtual del protestantismo propone más de 1 000 artículos, distribuidos en 4 rúbricas, ilustradas por 3 000 imágenes. Los artículos se enriquecen con vídeos, documentos y referencias bibliográficas, y son accesibles en francés, inglés y alemán. Los artículos también pueden clasificarse en recorridos que los agrupan por tema en un orden pertinente, para seguir manteniendo la idea de visitas guiadas. En la página de inicio, una escala del tiempo ilustra las grandes fechas de la historia del protestantismo.
Las cuatro rúbricas principales del museo son las siguientes:
- Historia,
- Personalidades,
- Temas,
- Art - Patrimonio.

También se proponen algunas exposiciones que circularon por museos protestantes con artículos específicos.
Desde el 4 de mayo de 2015, el Museo propone un recorrido en línea para el curso sobre la Reforma protestante especialmente pensado para los colegiales con artículos pedagógicos adaptados que contienen numerosos elementos sonoros, imágenes, vídeos, así como documentos destinados a los profesores y un cuestionario de validación de los conocimientos.